# Pohár vítězů pohárů 1964/1965
Sezóna 1964/65 Poháru vítězů pohárů byla 5. ročníkem tohoto poháru. Vítězem se stal tým West Ham United FC.

## První kolo
| Tým #1                 | Celk.     | Tým #2                  | 1. zápas | 2. zápas | příp. 3. zápas |
| ---------------------- | --------- | ----------------------- | -------- | -------- | -------------- |
| Slavia Sofia           | 3 - 1     | Cork Celtic FC          | 1 - 1    | 2 - 0    |                |
| Lausanne Sports        | 2 - 1     | Honvéd Budapešť         | 2 - 0    | 0 - 1    |                |
| KAA Gent               | 1 - 2     | West Ham United FC      | 0 - 1    | 1 - 1    |                |
| Spartak Praha Sokolovo | 16 - 0    | Anorthosis Famagusta FC | 10 - 0   | 6 - 0    |                |
| Dundee FC              | Volný los |                         | -        | -        |                |
| Valletta FC            | 1 - 8     | Real Zaragoza           | 0 - 3    | 1 - 5    |                |
| Sporting CP            | Volný los |                         | -        | -        |                |
| Esbjerg fB             | 0 - 1     | Cardiff City FC         | 0 - 0    | 0 - 1    |                |
| Skeid Oslo             | 1 - 2     | Haka                    | 1 - 0    | 0 - 2    |                |
| Torino FC              | 5 - 3     | Fortuna '54             | 3 - 1    | 2 - 2    |                |
| FC Steaua București    | 5 - 0     | Derry City              | 3 - 0    | 2 - 0    |                |
| AEK Athény             | 2 - 3     | Dinamo Záhřeb           | 2 - 0    | 0 - 3    |                |
| Admira Vídeň           | 1 - 4     | Legia Varšava           | 1 - 3    | 0 - 1    |                |
| SC Aufbau Magdeburg    | 2 - 2     | Galatasaray SK          | 1 - 1    | 1 - 1    | 1 - 1(h)       |
| FC Porto               | 4 - 0     | Olympique Lyon          | 3 - 0    | 1 - 0    |                |
| US Luxembourg          | 0 - 10    | Mnichov 1860            | 0 - 4    | 0 - 6    |                |

## Druhé kolo
| Tým #1              | Celk. | Tým #2                 | 1. zápas | 2. zápas | příp. 3. zápas |
| ------------------- | ----- | ---------------------- | -------- | -------- | -------------- |
| Slavia Sofia        | 2 - 2 | Lausanne Sports        | 1 - 0    | 1 - 2    | 2 - 3          |
| West Ham United FC  | 3 - 2 | Spartak Praha Sokolovo | 2 - 0    | 1 - 2    |                |
| Dundee FC           | 3 - 4 | Real Zaragoza          | 2 - 2    | 1 - 2    |                |
| Sporting CP         | 1 - 2 | Cardiff City FC        | 1 - 2    | 0 - 0    |                |
| Haka                | 0 - 6 | Torino FC              | 0 - 1    | 0 - 5    |                |
| FC Steaua București | 1 - 5 | Dinamo Záhřeb          | 1 - 3    | 0 - 2    |                |
| Legia Varšava       | 2 - 2 | Galatasaray SK         | 2 - 1    | 0 - 1    | 1 - 0          |
| FC Porto            | 1 - 2 | Mnichov 1860           | 0 - 1    | 1 - 1    |                |

## Čtvrtfinále
| Tým #1          | Celk. | Tým #2             | 1. zápas | 2. zápas |
| --------------- | ----- | ------------------ | -------- | -------- |
| Lausanne Sports | 4 - 6 | West Ham United FC | 1 - 2    | 3 - 4    |
| Real Zaragoza   | 3 - 2 | Cardiff City FC    | 2 - 2    | 1 - 0    |
| Torino FC       | 3 - 2 | Dinamo Záhřeb      | 1 - 1    | 2 - 1    |
| Legia Varšava   | 0 - 4 | Mnichov 1860       | 0 - 4    | 0 - 0    |

## Semifinále
| Domácí v 1. zápase | Celkem | Hosté v 1. zápase | 1. zápas | 2. zápas |
| ------------------ | ------ | ----------------- | -------- | -------- |
| West Ham United FC | 3–2    | Real Zaragoza     | 2–1      | 1–1      |
| Torino FC          | 3–31   | Mnichov 1860      | 2–0      | 1–3      |

1 Zvítězili v rozhodujícím zápase na neutrální půdě 1:0.

## Finále
| {{{datum}}} |             |            |               |
| {{{tým1}}}  | {{{skóre}}} | {{{tým2}}} | {{{stadion}}} |
|             |             |            | {{{stadion}}} |

## Vítěz
| Pohár vítězů pohárů 1964/65 West Ham United FC Jim Standen, Joe Kirkup, Bobby Moore , Jack Burkett, Kenneth Brown, Ron Boyce, Alan Sealey, John Sissons, Geoff Hurst, Martin Peters, Brian Dear Trenér: Ron Greenwood |